# Mas Pedra Alba
El Mas Pedra Alba o Can Bonavia és una masia del barri de Pedralbes de Barcelona, catalogada com a bé d'interès documental (categoria D) i inclosa a l'Inventari del Patrimoni Arquitectònic de Catalunya.

## Història i descripció
És una casa unifamiliar envoltada de jardí que no se n'ha pogut documentar en plànols topogràfics antics, la qual cosa sembla indicar que es tracta d'una construcció relativament recent on s'han incorporat elements arquitectònics més antics. Amb tipologia de masia, disposa de tres crugies similars de pedra i una quarta afegida en època posterior. S'organitza en planta baixa, pis i golfes, aquestes sota coberta a dues vessants però d'alçada superior a les tradicionals golfes catalanes.
La façana estructura les seves obertures en eixos verticals, un per crugia, de forma simètrica i equilibrada. Les obertures són finestres gòtiques d'acurat treball de talla i un portal adovellat rematat amb escut. Aquesta composició està coronada pel finestral de les golfes format per tres arcs de mig punt suportats per pilars de pedra. Cal destacar la finestra central de la planta primera amb trencaaigües, brancals i ampits amb motllures de reminiscència goticista. La seva llinda conopial està rematada amb una petxina geometritzada. El parament de la façana està fet amb paredat de pedra vista sense revestir.
Les cobertes són inclinades de teula àrab formant les típiques vessants a dues aigües. Als perímetres es formen els ràfecs amb dos nivells de línies de maons alternats amb un nivell de caps de teula arrenglerats. L'edifici s'inscriu dins de les obres populars de l'arquitectura catalana per la seva volumetria i disposició d'obertures a la façana. Cal destacar però, els emmarcaments de pedra de les finestres que gust historicista.